# Primum non nocere
Primum non nocere (ten eerste geen kwaad doen, in ieder geval geen kwaad doen) is in het medisch jargon een advies dat artsen steeds in gedachten moeten houden, vooral als ze de keus hebben tussen handelen, met onzeker resultaat, en afwachten. 